# David Bryan
David Bryan Rashbaum (7 de febrer de 1967, Perth Amboy, Nova Jersey), de nom artístic David Bryan, és un teclista i compositor estatunidenc que forma part de la banda de hard rock nord-americana Bon Jovi. Quant al seu treball fora de la banda, ha editat diversos discos en solitari, i ha compost diversos musicals, destacant el seu últim treball Memphis.Igual que amb la bateria a les cançons de Bon Jovi els teclats fan un paper important.

## Biografia
Bryan va començar a estudiar piano a l'edat de set anys. Es va graduar al J. P. Stevens Institut a Edison. Emery Hack, un professor de la Juilliard School, va ser el seu professor durant tretze anys. El seu pare, Eddie Rashbaum, tocava la trompeta.
Va contraure matrimoni amb April McLean el 25 d'agost de 1990. Es coneixien des de l'època d'estudiants, i es van divorciar el 2004 després de tenir tres fills.
Bryan va ser el primer a rebre la trucada de Jon Bon Jovi, quan aquest últim va rebre un contracte de gravació, ja que eren amics de l'institut, amb el qual va gravar el seu primer àlbum el 1984. Memphis Lives in Me és un dels seus treballs més populars en solitari.
També és coautor d'un musical de Memphis, que va rebre excel·lents crítiques des de la seva introducció a Broadway. Aquest musical narra la història del primer DJ que ha tocat música negra a la radio.

## Discografia en solitari
- Netherworld (1991)
- On a Full Moon (1995)
- Lunar Eclipse (1997)

## Obres musicals
- Memphis (2009)
- The Toxic Avenger (2010)

## Premis

### Tony Awards
| Any  | Categoria           | Obra    | Resultat  |
| ---- | ------------------- | ------- | --------- |
| 2010 | Millor musical      | Memphis | Guanyador |
| 2010 | Millor orquestració | Memphis | Guanyador |
| 2010 | Millor partitura    | Memphis | Guanyador |
| 2010 | Millor llibret      | Memphis | Guanyador |

## Discografia amb Bon Jovi
| Primera etapa (1984-1988)                |      |                                      |
| Bon Jovi                                 | 1984 | Àlbum d'estudi                       |
| 7800º Fahrenheit                         | 1985 | Àlbum d'estudi                       |
| Slippery When Wet                        | 1986 | Àlbum d'estudi                       |
| New Jersey                               | 1988 | Àlbum d'estudi                       |
| Segona etapa (1992-1995)                 |      |                                      |
| Keep The Faith                           | 1992 | Àlbum d'estudi                       |
| Crossroad                                | 1994 | Recopilatori de "grans èxits"        |
| These Days                               | 1995 | Àlbum d'estudi                       |
| Tercera etapa (2000-actualitat)          |      |                                      |
| Crush                                    | 2000 | Àlbum d'estudi                       |
| One Wild Night Live 1985-2001            | 2001 | Recopilatori en viu                  |
| Bounce                                   | 2002 | Àlbum d'estudi                       |
| This Left Feels Right                    | 2003 | Recopilatori de cançons versionades. |
| 100,000,000 Bon Jovi Fans Can't Be Wrong | 2004 | Box Set amb 50 cançons inèdites      |
| Have A Nice Day                          | 2005 | Àlbum d'estudi                       |
| Lost Highway                             | 2007 | Àlbum d'estudi                       |
| The Circle                               | 2009 | Àlbum d'estudi                       |
| Greatest Hits II                         | 2010 | Recopilatori de "grans èxits II"     |